# Geocalamus acutus
Espèce
Synonymes
- Geocalamus noltei Boettger, 1913

Geocalamus acutus est une espèce d'amphisbènes de la famille des Amphisbaenidae.

## Répartition
Cette espèce se rencontre :
- au sud-est du Kenya ;
- au nord-est de la Tanzanie.

## Étymologie
Le nom spécifique acutus vient du latin acutus, aigu, aiguisé, tranchant, vif, pointu, en référence à l'aspect de ce saurien.

## Publication originale
- Sternfeld, 1912 : IV. Zoologie II. Lfg. Reptilia in Schubotz, 1912 : Wissenschaftliche Ergebnisse der Deutschen Zentral-Afrika Expedition 1907-1908, unter Führung A. Friedrichs, Herzogs zu Mecklenburg. Klinkhard und Biermann, Leipzig, vol. 4, p. 197-279 (texte intégral).